# Biserica „Adormirea Maicii Domnului” din Valea-Trestieni
Biserica „Adormirea Maicii Domnului” este o biserică amplasată în Valea-Trestieni, raionul Nisporeni, Republica Moldova. Este un monument arhitectural de importanță națională inclus în Registrul monumentelor Republicii Moldova ocrotite de stat cu nr. 928 (raionul Nisporeni). Datează din 1866.